# Daniel da Silva
Daniel da Silva (* 27. Mai 1973 in São Paulo) ist ein ehemaliger brasilianischer Fußballspieler, welcher 2002 ein Länderspiel für die brasilianische Fußballnationalmannschaft bestritt.

## Karriere
Der 1,89 Meter große Abwehrspieler begann seine Karriere 1995 bei SE Matonense. Seine nächste Station war der União São João EC, bei welchem er zehn Ligaspiele bestritt und ein Tor schoss. Von 1996 bis 1997 stand er im Aufgebot des FC Santos und kam in neun Ligaspielen zum Einsatz. Im darauffolgenden Jahr wurde er zum japanischen Klub Tokyo Verdy ausgeliehen.
1999 unterschrieb er einen Vertrag bei AD São Caetano, mit welchem er zunächst in der Série B spielte. 2001 gelang ihm und seiner Mannschaft der Aufstieg in die Série A, in der Aufstiegssaison bestritt Daniel 22 Ligaspiele und schoss einmal ins Tor. Im nächsten Jahr absolvierte er 17 Ligaspiele und traf zweimal ins Tor. In seinem letzten Jahr kam er nochmals auf vier Einsätze. Nachdem er für São Caetano über 50-mal auf dem Platz stand, wechselte er zur SE Palmeiras nach São Paulo, bei welchem er für drei Spielzeiten unter Vertrag stand.
In seinem ersten Jahr absolvierte er 15 torlose Ligaspiele. Seine erfolgreichste Saison war die im Jahr 2005, in dieser bestritt er 32 Ligaspiele und erzielte sieben Tore. In Daniels letzter Spielzeit im Jahr 2006 absolvierte er nochmals zwölf Ligaspiele teil und erzielte zwei Tore.
2007 unterschrieb er noch einmal einen Vertrag bei AD São Caetano, wo er fünf Ligaspiele in der zweiten Liga bestritt, ohne Torerfolg. Nach der Spielzeit beendete Daniel da Silva seine aktive Karriere.